# Башковце (Прешовский край)
Башковце (словац. Baškovce) — село и одноимённая община в районе Гуменне Прешовского края Словакии. В письменных источниках начинает упоминаться с 1410 года.

## География
Село расположено в юго-восточной части края, в южной части Низких Бескид, в долине реки Ондавицы, при автодороге 3828. Абсолютная высота — 195 метров над уровнем моря. Площадь муниципалитета составляет 6,63 км².

## Население
| Год:                | 1994 | 2004    | 2014    | 2024    |
| ------------------- | ---- | ------- | ------- | ------- |
| Количество человек: | 438  | 426     | 427     | 388     |
| Разница:            |      | −2,73 % | +0,23 % | −9,13 % |

По данным последней официальной переписи 2011 года, численность населения Башковце составляла 428 человек.